# Mónica Gutiérrez Artero
Mónica Gutiérrez Artero (Barcelona) es una escritora española cuya obra se encuadra en el género conocido como Feelgood.

## Biografía
Mónica Gutiérrez nació y vive en Barcelona. Es licenciada en Periodismo por la Universitat Autònoma de Barcelona (UAB) y en Historia por la Universitat de Barcelona (UB).
Ha ejercido de reportera en Barcelona Televisió y de redactora y locutora en radios municipales. A finales de los años 90 se incorporó al sector privado, pero tras cursar un master en psicopedagogía por la Universitat de Barcelona (UB) reorientó su carrera profesional hacia la docencia y la escritura.
En la actualidad escribe novela, relatos y poesía, fue Premio de Narrativa Breve de la Universitat de Barcelona en 2005, y compagina su vocación literaria con la docencia histórica. Debutó en el mundo de la publicación con Cuéntame una noctalia, y las buenas críticas de Un hotel en ninguna parte, su segunda novela, han mantenido a la autora durante más de un año en la lista de los más vendidos de Amazon.
La consagración como escritora vino en julio de 2016, con la publicación de su tercera novela, con la editorial Roca titulada El noviembre de Kate. Posteriormente, en octubre de 2017 publicó La librería del señor Livingstone colocándose en poco tiempo en el top 10 de Amazon llegando incluso, durante el último trimestre del 2018, al top 1 durante varias semanas. En julio de 2018 publicó Todos los veranos del mundo, su segunda novela con la editorial Roca.
En noviembre de 2018 salió a la venta El invierno más oscuro, una novela de romance paranormal que la autora firmó con el seudónimo de Alice Lovelace para diferenciarla de su habitual línea de ficción feelgood. La reedición de La librería del señor Livingstone por parte de Ediciones B, sello editorial de Penguin Random House, convirtió este título (que ha sido traducido a doce idiomas) en el más emblemático de la autora. En 2021, también con Ediciones B, publicó Sueño de una noche de teatro, una historia sobre una compañía de teatro que está ensayando Macbeth de William Shakespeare, en enero de 2023, Club de lectura para corazones despistados y, en marzo de 2025, su última novela hasta la fecha de Ediciones B, La editorial del señor Bennet.

## Influencias Literarias
En la prosa de la autora se reconocen con facilidad las influencias de la literatura clásica británica, de la que es devota. Incansable lectora de los autores y autoras británicos del siglo XIX y de la primera mitad del XX, destacan entre sus autores favoritos Charles Dickens, las hermanas Brontë, Oscar Wilde, G. K. Chesterton, Arnold Bennett, Walter Scott o D. E. Stevenson, entre otros. Cuando le preguntan al respecto en las entrevistas, suele señalar a William Shakespeare y a Jane Austen como sus dos imprescindibles de cabecera.
Sus obras tienen un sentido del humor socarrón, muy influenciado por P. G. Wodehouse, Gerald Durrell o Lewis Carroll, y unos diálogos ágiles y divertidos a la estela de Oscar Wilde, Nancy Mitford o Christopher Morley. En La librería del señor Livingstone destacan sus influencias dickensianas y Sueño de una noche de teatro es un homenaje al Macbeth de William Shakespeare.
Dentro del género fantástico, Mónica Gutiérrez es admiradora de J. R. R. Tolkien, a quien le dedicó un libro de artículos sobre su vida y su obra y un relato breve en Los jueves con Tolkien. Sin embargo, en sus obras de ficción se puede observar la influencia de otros de sus autores favoritos en literatura fantástica más contemporáneos, como Jasper Fforde o Connie Willis.

## El género Feelgood
Mónica Gutiérrez es una de las autoras precursoras del género feelgood en España y pionera en la adaptación de las normas del feelgood británico, género literario de ficción que volvió a ponerse de moda a principios del siglo XXI con la crisis económica europea. Fue en su novela Un hotel en ninguna parte donde adaptó por primera vez al castellano el British Feelgood literario y reivindicó los cuatro pilares primordiales en los que se sustenta la narrativa de este género: final feliz, evolución positiva de los personajes, atmósfera agradable y envolvente, y comedia.
Se considera feelgood cualquier libro —de ficción o no— que resulte una experiencia agradable y optimista para el lector. Es decir, un libro que procure una evasión feliz de la rudeza y el ruido que a menudo le rodea. Personajes, paisajes, situaciones, trama, etc. deben ser agradables y divertidos, sorprender con motivaciones positivas. Las novelas feelgood brotan de valores optimistas y contradicen el cinismo y la injusticia de los valores imperantes. Es un descanso para el lector, pero en ningún caso son libros de autoayuda o filosóficos.
El feelgood narrativo tiene su máxima en que no importa lo malo que sea el punto de partida, siempre se llegará a buen puerto. En una coyuntura en la que los medios de comunicación y los estándares culturales difunden una idea hobbesiana del mundo que nos rodea (el hombre es un lobo para el hombre), la literatura feelgood contradice ese mensaje.
El origen de este género se remonta a una corriente de escritores y escritoras británicos que, a finales del siglo XIX y durante la primera mitad del XX, publicaron toda una serie de historias —de diferentes géneros literarios— en donde imperaba el sentido del humor y la interpretación de la vida desde un punto de vista optimista. Autores como D.E. Stevenson, P.G. Wodehouse, Stella Gibbons, Georgette Heyer, E.F. Benson, Laurie Lee, Elizabeth von Arnim, etc.
El fin de la época victoriana marcó una relajación del corsé social y de las costumbres en general, una apertura de cortinas para que entrase la luz y el aire fresco, que ya había sugerido en su momento la época regencia. Pese a la gravedad y a la tristeza de la mayoría de escritores eduardianos, la semilla del optimismo literario y del humor ya no podía detenerse. Estas nuevas historias felices, agradables, divertidas y de exaltación del "joie de vivre" no solo florecieron durante el alegre período de entreguerras, sino que mantuvieron un pulso firme incluso durante los dos conflictos bélicos.
Pero fue durante la Segunda Guerra Mundial cuando el género british feelgood adquirió su mayor esplendor. Quizás porque la población británica necesitaba más que nunca una ficción amable que le ayudase a descansar del horror que la rodeaba (muerte de seres queridos, bombardeos, peligro, bloqueo económico, precariedad, etc.), las obras de autores como James Herriot, D. E, Stevenson o Stella Gibbons, agradables, con un toque de humor y fuertemente arraigadas en las tradiciones británicas, obtuvieron un gran éxito de público.

## Obras
- Cuéntame una noctalia (2012).
- Un hotel en ninguna parte (2014).
- El noviembre de Kate (Roca Ediciones, 2016).
- La librería del señor Livingstone (autopublicado, 2017; reeditado por Ediciones B, 2020).
- Todos los veranos del mundo (Roca Ediciones, 2018).
- El invierno más oscuro (2018).
- Próxima Estación (2020).
- Sueño de una noche de teatro (Ediciones B, 2021).
- Los jueves con Tolkien: Anécdotas sobre la vida y la obra de J. R. R. Tolkien y un relato inédito (2021).
- Una Navidad escocesa (2022 - Reeditada y ampliada en diciembre de 2023 por Ediciones B)
- Club de lectura para corazones despistados (Ediciones B, 2023).
- La editorial del señor Bennet (Ediciones B, 2025).

## Premios
- Premio de narrativa breve Bernat Metge (2005).
- Premio de narrativa breve de la Universitat de Barcelona (2010).